# Haploolophus rubicunda
Haploolophus rubicunda là một loài bướm đêm trong họ Noctuidae.